# Liste der Kulturgüter in Schwellbrunn
Die Liste der Kulturgüter in Schwellbrunn enthält alle Objekte in der Gemeinde Schwellbrunn im Kanton Appenzell Ausserrhoden, die gemäss der Haager Konvention zum Schutz von Kulturgut bei bewaffneten Konflikten, dem Bundesgesetz vom 20. Juni 2014 über den Schutz der Kulturgüter bei bewaffneten Konflikten sowie der Verordnung vom 29. Oktober 2014 über den Schutz der Kulturgüter bei bewaffneten Konflikten unter Schutz stehen.
Objekte der Kategorie A sind im Gemeindegebiet nicht ausgewiesen, Objekte der Kategorie B sind vollständig in der Liste enthalten, Objekte der Kategorie C fehlen zurzeit (Stand: 1. Januar 2023). Unter übrige Baudenkmäler sind zusätzliche Objekte zu finden, die gemäss Angaben des kantonalen Denkmalschutzes als kommunale Kulturobjekte eingestuft wurden und nicht bereits in der Liste der Kulturgüter enthalten sind.

## Kulturgüter
| Foto |                                                                   | Objekt                                 | Kat. | Typ | Standort                         | Beschreibung |
| ---- | ----------------------------------------------------------------- | -------------------------------------- | ---- | --- | -------------------------------- | --- |
| ja   | Datei hochladen · Wikidata zu Bauernhaus (Q29651118)              | Bauernhaus KGS-Nr.: 00488              | B    | G   | Brisig 213 737984 / 245517       | An der alten Landstrasse Waldstatt-Schönengrund gelegenes ehemaliges Gasthaus. Die Gravur an der Tür im Parterre datiert auf das Jahr 1647. Das viergeschossige giebelständige Haus besitzt einen südwestseitig angebauten Stall und umfasst ebenfalls einen nach Norden ausgerichteten doppelstöckigen ehemaligen Gasttrakt. Das Kellergeschoss ist aus Stein errichtet. Das Dach besass ursprünglich wohl ein Schindeldach und die oberen drei Fensterreihen waren mit Butzenscheiben versehen. |
| ja   | Datei hochladen · Wikidata zu Reformierte Kirche (Q29651151)      | Reformierte Kirche KGS-Nr.: 00489      | B    | G   | Dorf 1 736814 / 246195           | Reformierte Kirche, 1648; neuer Turmheim 1763 von Hans Ulrich Grubenmann, Verlängerung des Langhauses nach Westen und neue Ausstattung 1877-1878. Renovation 1949 durch Johannes Waldburger, Holzdecke. Aussenrestauration 1971, Anbau der Vorhalle und Verbindung mit neuem Gemeindehaus. |
| ja   | Datei hochladen · Wikidata zu Bauernhaus (Q29651134)              | Bauernhaus KGS-Nr.: 11421              | B    | G   | Vordere Au 487 735342 / 247565   | Ein Bauernhaus mit dem Baudatum 1737, eingraviert in die Strickwand, wurde von Jeremias Mock und Hans Ulrich Jeger errichtet. Der fünfgeschossige Bau verfügt über einen Webkeller und eine renaissancemässig gestaltete Haustür, die in südöstlicher Richtung ausgerichtet ist. Einzigartig für das Appenzellerland ist die Verkleidung mit Brusttäfern und seitlichen Zierbrettern in allen Geschossen, angefangen vom Estrich bis zur Wohnstube.                                               |
| ja   | Datei hochladen · Wikidata zu Bauernhaus (Q29651132)              | Bauernhaus KGS-Nr.: 11422              | B    | G   | Nord 612 734690 / 246961         | |
| ja   | Datei hochladen · Wikidata zu Gasthaus «Untere Mühle» (Q29651137) | Gasthaus «Untere Mühle» KGS-Nr.: 11423 | B    | G   | Untere Müli 505 734696 / 247900  | Stattliches Wohngiebelhaus traditioneller Art mit drei schindelgedeckten und verschalten Klebedächern versehen. Datiert auf das 17./18. Jahrhundert. |
| ja   | Datei hochladen · Wikidata zu Wohnhaus (Q29651163)                | Wohnhaus KGS-Nr.: 11424                | B    | G   | Sonder 617 734381 / 247565       | |
| ja   | Datei hochladen · Wikidata zu Bauernhaus (Q29651126)              | Bauernhaus KGS-Nr.: 14887              | B    | G   | Brisig 212 (789) 737958 / 245501 | |
| ja   | Datei hochladen · Wikidata zu Bauernhaus (Q29651130)              | Bauernhaus KGS-Nr.: 14888              | B    | G   | Dietenberg 457 735795 / 248085   | Bauernhaus aus dem 17./18. Jahrhundert mit schöner sonnengebräunter südostwärts gerichteter Giebelfront durch ein unverschalltes, mit Brettchen und Leistchen abgedecktes Klebedach. |
| ja   | Datei hochladen · Wikidata zu Bauernhaus (Q29651122)              | Bauernhaus KGS-Nr.: 14889              | B    | G   | Rotschwendi 194 737615 / 245482  | |

## Übrige Baudenkmäler
| ID  | Foto |                 | Objekt                      | Typ | Standort                | Beschreibung |
| --- | ---- | --------------- | --------------------------- | --- | ----------------------- | ------------ |
| 2   | ja   | Datei hochladen | Haus Pfarramt               | G   | Dorf 2 736814 / 246195  |              |
| 3   | ja   | Datei hochladen | Wohn- und Geschäftshaus     | G   | Dorf 3 736821 / 246205  |              |
| 14  | ja   | Datei hochladen | Wohngebäude                 | G   | Dorf 14 736896 / 246315 |              |
| 24  | ja   | Datei hochladen | Haus                        | G   | Dorf 54 736771 / 246095 |              |
| 31  | ja   | Datei hochladen | Mehrfamilienwohnhaus        | G   | Dorf 31 736911 / 246314 |              |
| 37  | BW   | Datei hochladen | Haus                        | G   | Dorf 37 736891 / 246268 |              |
| 61  | ja   | Datei hochladen | Wohnhaus                    | G   | Egg 61 736769 / 246052  |              |
| 62  | ja   | Datei hochladen | Hausteil Links              | G   | Egg 62 736768 / 246045  |              |
| 63  | ja   | Datei hochladen | Hausteil Mitte              | G   | Egg 63 736767 / 246033  |              |
| 64  | ja   | Datei hochladen | Hausteil Rechts             | G   | Egg 64 736767 / 246037  |              |
| 65  | ja   | Datei hochladen | Wohnhaus                    | G   | Egg 65 736767 / 246028  |              |
| 67  | ja   | Datei hochladen | Hausteil Links              | G   | Egg 67 736771 / 246013  |              |
| 68  | ja   | Datei hochladen | Hausteil Rechts             | G   | Egg 68 736770 / 246002  |              |
| 72  | ja   | Datei hochladen | Fabrikantenhaus / Alte Post | G   | Egg 72 736760 / 245961  |              |
| 79  | ja   | Datei hochladen | Gästehaus Kreuz             | G   | Egg 79 736740 / 245912  |              |
| 101 | ja   | Datei hochladen | Fabrikantenhaus             | G   | Egg 101 736794 / 246077 |              |

Legende: Siehe Legende der Liste der Kulturgüter von nationaler und regionaler Bedeutung. Anstelle der KGS-Nummer wird als Objekt-Identifikator (ID) die Gebäudenummer der kantonalen Denkmalpflege angegeben.